# Монтгомери, Джон
 Джон Монтгомери (англ. Jonathan Riley "Jon" Montgomery, род. 6 мая 1979, Рассел, Манитоба) — канадский скелетонист, чемпион Олимпийских игр 2010 года, трёхкратный призёр чемпионатов мира.

## Биография
Джон Монтгомери начал заниматься скелетоном, когда он жил в Калгари, где работал аукционистом недалеко от канадского олимпийского парка в Калгари. Однажды в 2002 году Монтгомери со своими родителями посетил соревнования по скелетону. В последующие годы Джон начал соревноваться на кубке Америки и на кубке Европы, и с 2006 года начал участвовать в кубке мира в составе национальной сборной Канады.
Свой первый подиум на кубке мира Джон завоевал в Чезане в 2008 году. В этом же году получил две серебряные медали в мужском скелетоне и в смешанных соревнованиях в составе команды Канады на чемпионате мира 2008 года в Альтенберге. По итогам сезона 2007/08 Джон стал вторым в общем зачёте кубка мира, заработав 8 медалей (4 золота, 2 серебра, 2 бронзы).
На зимних Олимпийских играх 2010 года в Ванкувере по результатам первого заезда Монтгомери проигрывал Мартинсу Дукурсу, но в следующие два заезда показал лучшие секунды. Перед заключительным четвёртым спуском Джон всё ещё проигрывал Дукурсу 0,18 секунды, но на финише латыш был медленнее на 0,25 секунды. Таким образом, Монтгомери выиграл золотую медаль, опередив Дукурса на 0,07 секунды. 20 февраля 2010 года он получил золотую медаль в Уистлере. И стал вторым подряд канадцем, который стал олимпийским чемпионом в скелетоне. В 2006 году золото получил Дафф Гибсон.
Джон пропустил свой 10-й сезон 2012/13 ради подготовки к Олимпийским играм в Сочи. В итоге в Сочи Джон не выступал.

## Личная жизнь
В августе 2011 года Джон женился на скелетонистке Дарле Дешам. У них есть мечта на Играх в Сочи стать первой супружеской парой, которые завоевали по олимпийской медали.
В свободное от тренировок и соревнований время Джон работает консультантом продаж и автомобильным аукционистом в Калгари.
Монтгомери выпускник канадского автомобильного института (ныне автомобильная школа бизнеса Канады).